# Douglas (Wyoming)
Douglas ist eine Stadt in Converse County in Wyoming, USA. Zum Zeitpunkt der Volkszählung 2020  hatte  Douglas 6386 Einwohner. Es ist der Sitz der Verwaltung von Converse County. Douglas liegt am North Platte River und ist nach dem ehemaligen US-Senator Stephen Arnold Douglas benannt.

## Geschichte

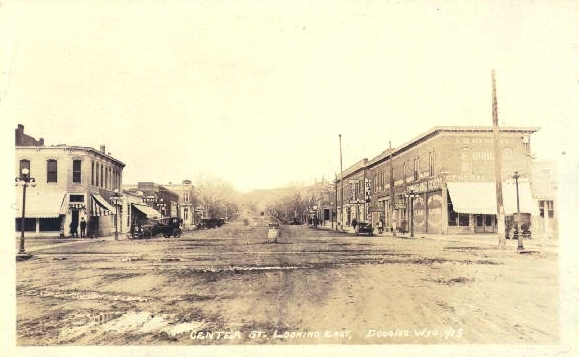
Center St., Blickrichtung nach Osten (1920s)

Die Stadt wurde im Jahr 1886 gegründet, als hier von der Wyoming Central Railway, die spätere Chicago and North Western Railway ein Haltepunkt gebaut wurde. Seit dem Bau des etwa 20 Kilometer entfernten Fort Fetterman im Jahr 1867 befand sich hier schon eine kleine Siedlung mit Namen Tent City. Durch die Eisenbahnanbindung wuchs die kleine Siedlung zu einer Stadt, die im Jahr 1910 etwa 2240 Einwohner hatte. Im Jahr 1996 wurde Douglas in das Buch The 100 Best Small Towns in America von Norm Crampton an Stelle 72 aufgenommen.
Im Jahre 1958 geriet Douglas landesweit in die Schlagzeilen, als der gesuchte Serienmörder Charles Starkweather nach seiner Flucht aus dem Nachbarstaat Nebraska hier festgenommen wurde.

## Geographie
Die Stadt liegt auf einer Höhe von etwa 1474 Metern, die Fläche, auf der sich die Stadt erstreckt, beträgt 13,6 km². 13,2 km² davon sind Land und 0,4 km² Wasser, das sind 2,67 % der Gesamtfläche.

## Verkehrsanbindung
Die Interstate 25 verläuft westlich der Stadt und verbindet Douglas mit dem etwa 70 Kilometer westlich gelegenen Casper und dem etwa 200 Kilometer südlich gelegenen Cheyenne. Durch die Stadt verläuft die Eisenbahnstrecke der Union Pacific Railroad auf der seit den 1950er Jahren nur noch Güter, vor allem Kohle, transportiert werden. Etwas nördlich der Stadt befindet sich der Flugplatz Converse County Airport.

## Demographie
Laut einer Erhebung von 2000 leben 5288 Menschen in 2118 Haushalten und 1423 Familien. Die Bevölkerungsdichte liegt bei 403,6/km². 94,1 % der Bevölkerung ist weiß, 6,64 % sind Hispanics und Latinos, 0,78 % sind amerikanische Ureinwohner und 0,07 % sind Afroamerikaner.

## Sehenswürdigkeiten

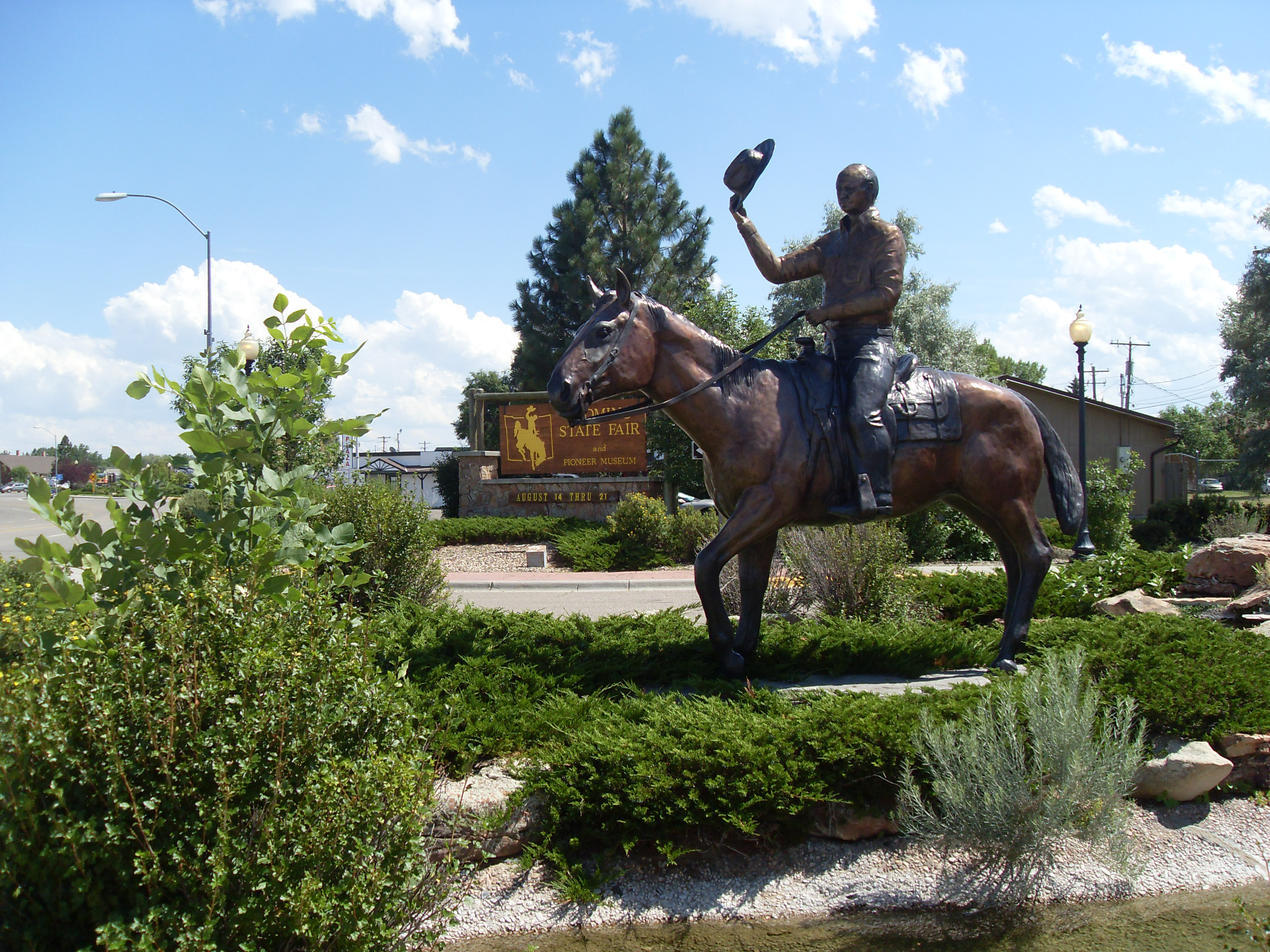
Haupteingang der Wyoming State Fair

Die Wyoming State Fair, die Landwirtschaftsmesse des Staates Wyoming findet jedes Jahr im Sommer in Douglas statt und ist für seine Rodeo und Tierwettkämpfe bekannt.
Im Wyoming Pioneer Memorial Museum gibt es eine Kollektion von Relikten der amerikanischen Ureinwohner und Pioniere.

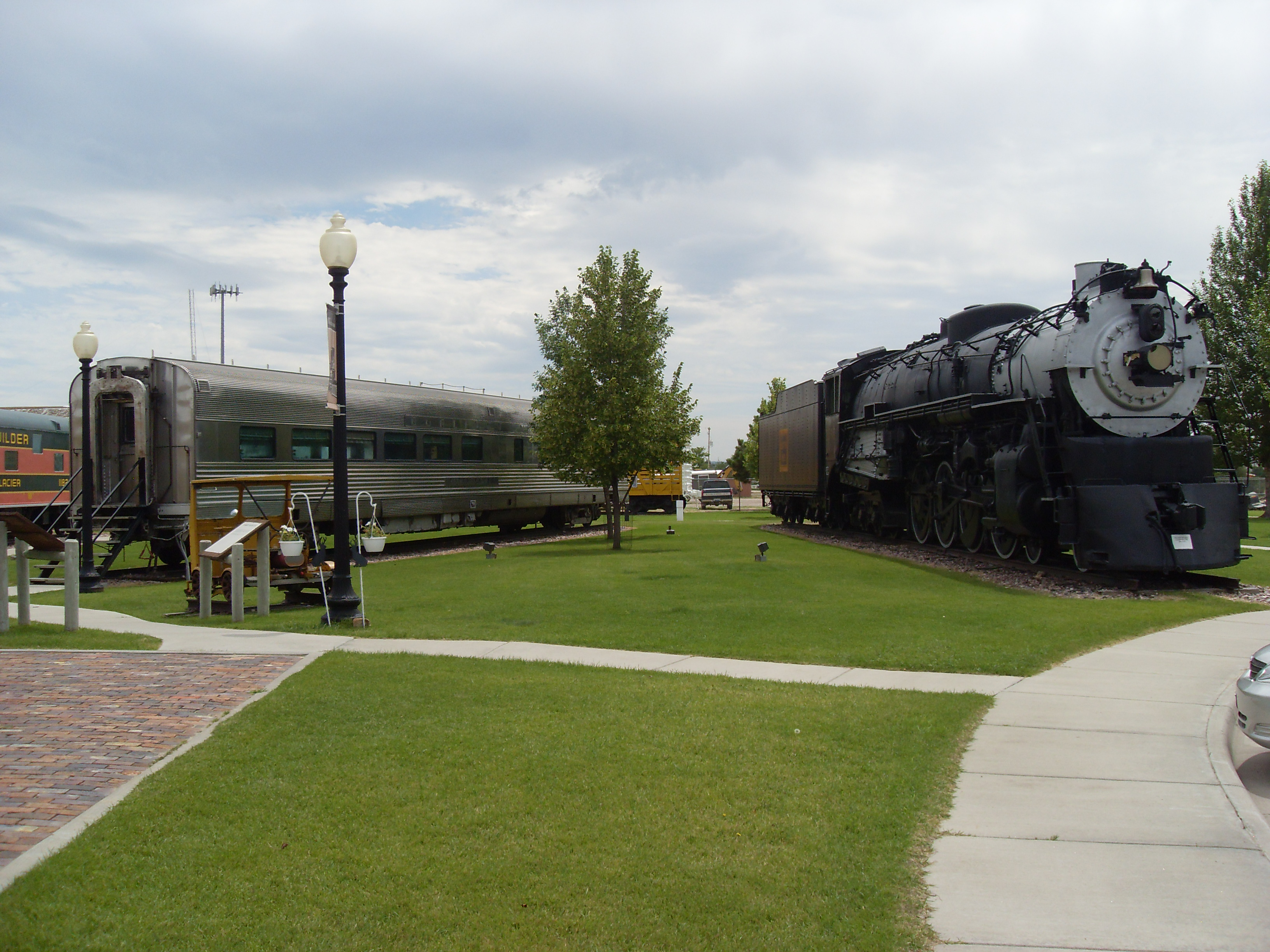
Teil der Ausstellung des Douglas Railroad Interpretive Center, links ein CB&Q Speisewagen aus dem Jahr 1947 und rechts eine CB&Q Dampflokomotive aus dem Jahr 1940

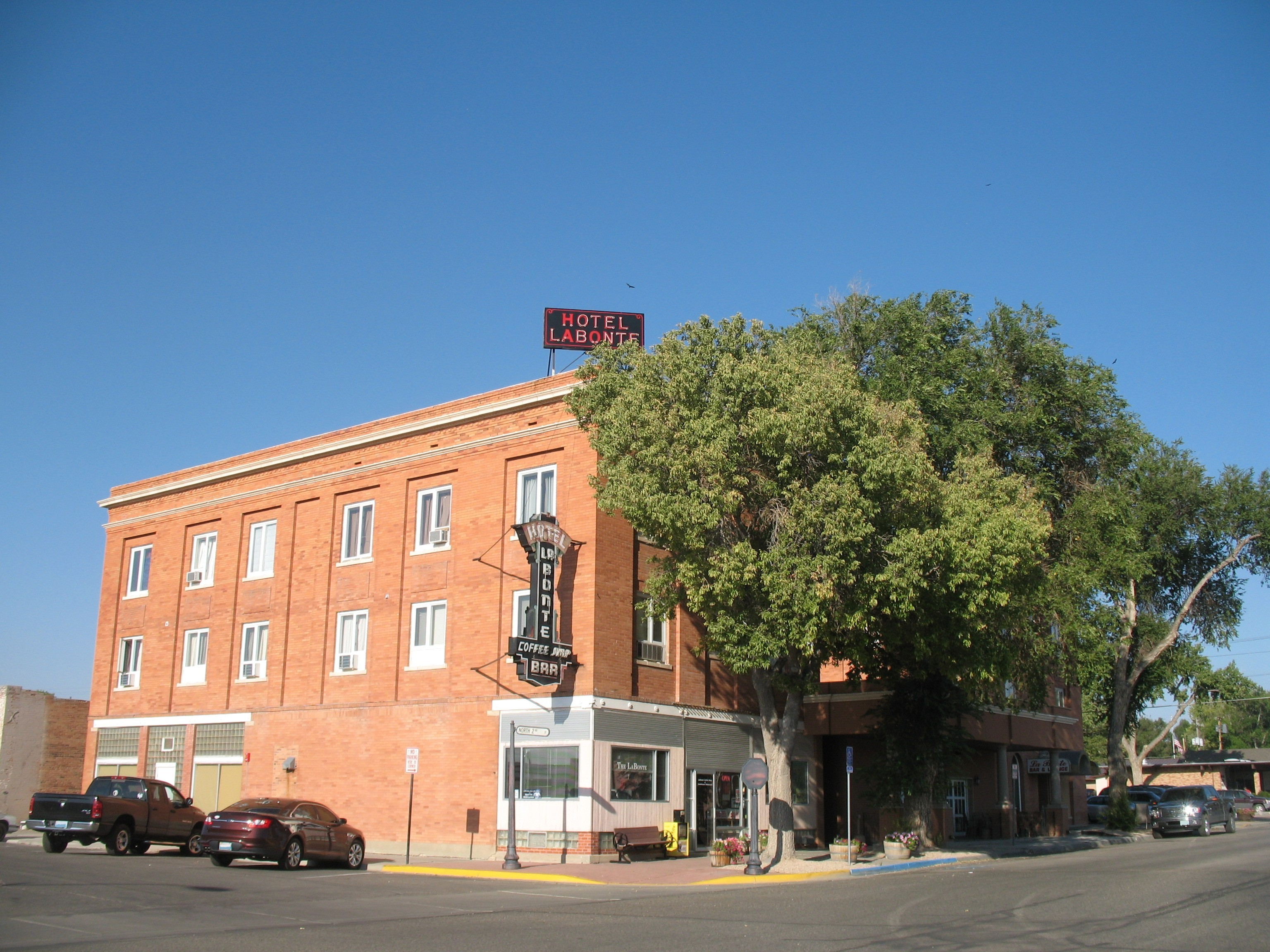
Hotel LaBonte

Das ehemalige Bahnhofsgebäude der Fremont, Elkhorn and Missouri Valley Railroad ist in das Nationale Verzeichnis der Historischen Stätten der USA aufgenommen. In dem Gebäude befindet sich heute die
Handelskammer (Chamber of Commerce) von Douglas und das Douglas Railroad Interpretive Center mit einer Ausstellung zur Geschichte der Eisenbahn in der Stadt. Auf dem ehemaligen Bahnhofsplatz stehen sieben historische Eisenbahnwaggons und eine Dampflokomotive mit Tender die besichtigt werden können.
In der weiteren Umgebung erstrecken sich die Laramie Mountains mit der schon von weitem sichtbaren höchsten Spitze der Gebirgskette, dem Laramie Peak als Teil des Medicine Bow National Forest. Weiterhin befindet sich das Thunder Basin National Grassland und der Ayres Natural Bridge Park, ein Schutzgebiet mit einer natürlichen Brücke über den La Prele Creek, in der Nähe.
Etwa 25 Kilometer südöstlich der Stadt liegt der Glendo State Park. Dort wird der North Platte River vom Glendo Dam zum Glendo Reservoir aufgestaut. Der Park bietet vor allem Wassersportlern und Anglern viele Möglichkeiten der Freizeitgestaltung.

## Söhne und Töchter der Stadt
- Theresa Welch Fossum (* 1957), Tierärztin, Kleintierchirurgin, Hochschullehrerin und Unternehmerin
- Brian Boner (* 1984), Politiker